# Річард Флорида
Рі́чард Фло́рида (англ. Richard Florida; нар. 1957) — американський економіст, найбільш відомий розробкою теорії креативного класу. Професор Торонтського університету.

## Біографія
Навчався в Ратгерському коледжі. Закінчив його у 1979 році, здобувши ступінь бакалавра. У 1986 році здобув докторський ступінь (PhD) у Колумбійському університеті. З 1987 по 2005 рік викладав в університеті Карнегі-Меллон у Піттсбургу. 
2002 року видав книжку «Підйом креативного класу» (Rise of the creative class), у якій виклав свою теорію «креативного класу». Згідно з нею, головним чинником розвитку міст і регіонів є наявність творчої еліти. Вона з'являється там, де є відкрите середовище, толерантне до будь-якої «інакшості». Річард Флорида стверджував про пряму залежність між кількістю представників нетрадиційної сексуальної орієнтації, іммігрантів, мистецької богеми та кількістю творчих особистостей, які дають економічний успіх регіону.
Книжка стала бестселером, і Флорида почав надавати консультації містам, як їм розвиватися. Протягом перших кількох років він відвідав кілька сотень міст. Консультації, які Флорида надавав у співпраці з компанією «Catalytix», коштували до 250 тис. доларів.
2004 року через постійні виступи Флорида покинув роботу в університеті Карнегі-Меллон. З 2007 року живе в Торонто і працює професором Школи менеджменту імені Джозефа Ротмана в Торонтському університеті. Старший редактор The Atlantic з березня 2011. 

## Критика
Економіст Енріко Моретті стверджував, що Флорида сплутав причину і наслідок. У своїй книжці «Нова географія роботи» (The New Geography of Jobs) він розглядав як приклад два міста. Сіетл став IT-центром з великою кількістю інноваційних компаній та динамічним культурним життям завдяки тому, що до нього переїхала компанія Microsoft. А Берлін попри свою історію, архітектуру й розвинену культурну інфраструктуру, які притягували творчу інтелігенцію, мав найвищий рівень безробіття в Німеччині, від якого страждали й люди творчих професій.
У Торонто ініціативна група створила організацію Creative Class Struggle, яка бореться з впливом його ідей поширюючи інформацію про негативні наслідки, до яких призвело їхнє впровадження. На їхню думку, він ставить на перше місце привілейований клас населення і не враховує інтереси соціально незахищених, що призвело до зростання нерівності.
2015 року Річард Флорида видав книжку «Нова міська криза» (англ. The New Urban Crisis), у якій визнав, що його ідея не спрацювала і спробував запропонувати нові рішення. Він радить інвестувати у громадський транспорт, будувати доступне житло та підвищувати зарплати у сфері послуг.

### Українською мовою
- Річард Флорида. Криза урбанізму. Чому міста роблять нас нещасними / пер. з англ. Ірина Бондаренко. — Київ : Наш формат, 2019. — 320 с. — ISBN 978-617-7682-97-3.
- Річард Флорида. Homo creativus. Як новий клас завойовує світ. — Київ : Наш формат, 2018. — 380 с. — ISBN 978-617-7513-00-0.

### Російською мовою
- Флорида Р. Креативный класс: люди, которые меняют будущее = The Rise of The Creative Class and How It's Transforming Work, Leisure, Community and Everyday Life. — Классика-XXI, 2005. — 430 с. — ISBN 5-89817-086-3.
- Флорида Р. Большая перезагрузка: как кризис изменит наш образ жизни и рынок труда = The Great Reset: How New Ways of Living and Working Drive Post-Crash Prosperity. — Классика-XXI, 2012. — 237 с. — ISBN 978-5-89817-356-2.

### Англійською мовою
- The New Urban Crisis: How Our Cities Are Increasing Inequality, Deepening Segregation, and Failing the Middle Class—and What We Can Do About It, 2017. Basic Books. ISBN 0465079741.
- The Great Reset: How New Ways of Living and Working Drive Post-Crash Prosperity, 2010. New York: HarperCollins.
- Florida R. Who's Your City?. — 2008. — ISBN 0465003524.
- Florida R. The Flight of the Creative Class. The New Global Competition for Talent. — ISBN 0060756918.
- Florida R. Cities and the Creative Class. — Routledge, 2005. — ISBN 0415948878.
- Florida R. The Rise of the Creative Class. And How It's Transforming Work, Leisure and Everyday Life. — Basic Books, 2002. — ISBN 0465024777.
- Branscomb, Lewis & Kodama, Fumio & Florida, Richard. Industrializing Knowledge: University-Industry Linkages in Japan and the United States. — MIT Press, 1999. — ISBN 0262024659.
- Kenny, Martin & Florida, Richard. Beyond Mass Production: The Japanese System and Its Transfer to the US. — Oxford University Press, 1993. — ISBN 0195071107.
- Florida R. The Breakthrough Illusion. Corporate America's Failure to Move from Innovation to Mass Production. — Basic Books, 1990. — ISBN 0465007600.